# Щекотка (фильм, 2018)
«Щекотка» (фр. Les Chatouilles) — французский драматический фильм 2018 года, режиссёрский дебют в кино супружеской пары Андреи Бескон и Эрика Метайе, киноадаптация их пьесы «Щекотка, или танец гнева» (фр. Les Chatouilles ou la Danse de la colère), которая, в свою очередь, была вдохновлена драмой Андреи Бескон, ставшей в детстве жертвой сексуального насилия. Мировая премьера фильма состоялась 14 мая 2018 года на 71-м Каннском международном кинофестивале, где лента участвовала в программе «Особый взгляд». В 2019 году фильм был номинирован в пяти категориях на получение французской национальной кинопремии «Сезар».

## Сюжет
8-летняя Одетта любит рисовать и танцевать. Конечно, она доверяет взрослым, то почему же ей бояться друзей своих родителей, которые предлагают ей «поиграть в щекотание»? Но однажды друг семьи изнасилует её, и это изменит течение ее дальнейшей жизни. Став взрослой, Одетта погружается телом и душой в свою карьеру танцовщицы, пытаясь разобраться с прошлым.

## В ролях
- Андреа Бескон[фр.] — Одетт Ле Надан
  - Сирилл Мересс — Одетт в юности
- Карин Виар — Мадо Ле Надан
- Кловис Корнийяк — Фабрис Ле Надан
- Пьер Деладоншам — Жильбер Миге
- Грегори Монтель[фр.] — Ленни
- Кароль Франк[фр.] — психолог
- Гриньж[фр.] — Маню
- Ариан Аскарид — мадам Малек
- Эрик Метайе[фр.] — профессор консерватории
- Леони Симага — Лола
- Алексис Михалик — отец Сони

## Награды и номинации
Каннский кинофестиваль-2018
- Выдвижение на приз в программе «Особый взгляд» — Андреа Бескон[фр.], Эрик Метайе[фр.]
- Выдвижение на «Золотую камеру» — Андреа Бескон, Эрик Метайе

Премия «Сезар»-2019
- Лучший актёр второго плана — Кловис Корнийяк (номинация)
- Лучшая актриса второго плана — Карин Виар (награда)
- Лучший адаптированный сценарий — Андреа Бескон[фр.], Эрик Метайе[фр.] (награда)
- Лучший монтаж — Валери Десэн[фр.] (номинация)
- Лучший дебютный фильм — реж. Андреа Бескон, Эрик Метайе, продюсеры: Франсуа Краус[фр.], Дени Пино-Валенсьенн (номинация)

Премия «Люмьер»-2019
- Самая многообещающая актриса — Андреа Бескон[фр.] (номинация)
- Лучший сценарий — Андреа Бескон, Эрик Метайе (номинация)
- Лучший дебютный фильм — реж. Андреа Бескон, Эрик Метайе (номинация)